# Kleine Hamsterratte
Die Kleine Hamsterratte (Beamys hindei) ist ein nachtaktives Nagetier, das in Ostafrika verbreitet ist. Der Name ist nicht besonders passend, da sie unter den Hamsterratten eher ein mittelgroßer Vertreter ist. Die Kopfrumpflänge misst 13 bis 18 cm, hinzu kommen 10 bis 15 cm Schwanz. Das Fell ist oberseits grau und unterseits weiß gefärbt. Wie andere Hamsterratten verfügt auch diese Art über die typischen Backentaschen.
Das Verbreitungsgebiet reicht von Kenia über Tansania und Malawi nach Sambia. Ihr Habitat sind Fluss- und Seenufer sowie Sümpfe innerhalb von Wäldern. Hier lebt sie in einem Bau, der 60 cm unter der Erde liegt und insgesamt bis zu 9 m lang ist. Die Nahrung sind Früchte und Samen.
Die Kleine Hamsterratte ist ein seltenes Tier, das in zahlreichen potenziellen Lebensräumen fehlt und in zerstreuten und isolierten Populationen anzutreffen ist. Vor allem die Populationen der küstennahen Wälder sind durch Zerstörung der Lebensräume selten geworden.
Manchmal werden die in Küstennähe lebenden Kleinen Hamsterratten als eigene Art (B. hindei) von den Binnenland-Populationen (B. major) abgetrennt.

## Namensgebung
Der britische Zoologe Oldfield Thomas benannte die Art nach dem britischen Militärarzt und Kolonialverwalter Sidney Langford Hinde.

## Weblink
- Beamys hindei in der Roten Liste gefährdeter Arten der IUCN 2013.2. Eingestellt von: Howell, K., Oguge, N. & Chitaukali, W., 2008. Abgerufen am 31. Dezember 2013.